# Ernst Adolf Coccius
Ernst Adolf Coccius (né le 19 septembre 1825 à Knautheim, aujourd'hui un quartier de Leipzig - mort le 24 novembre 1890 à Leipzig) était un ophtalmologue saxon.

## Carrière
Il fait ses études de médecine à Leipzig, Prague et Paris. En 1848, il effectue sa thèse de doctorat, intitulée De morbis typhum sequentibus et devient assistant du docteur Friedrich Philipp Ritterich à la clinique ophtalmologique de Leipzig. Il accède à l'habilitation en 1851, devient professeur d'université en 1857 et professeur en titre en 1867, année où il prend la direction de la clinique ophtalmologique de Leipzig, un poste qu'il occupe jusqu'à la fin de sa vie.
En 1853, il fournit la première description des lésions de la rétine, et fait par la suite le lien avec le décollement de rétine. La même année, il met au point un ophtalmoscope, une version améliorée d'un appareil conçu par Herrmann von Helmholtz.

## Distinctions
Il est élu membre de l'Académie allemande des sciences Leopoldina en 1867.